# Saint-Julien-sur-Bibost
Saint-Julien-sur-Bibost là một xã thuộc tỉnh Rhône trong vùng Auvergne-Rhône-Alpes phía đông nước Pháp. Xã này nằm ở khu vực có độ cao trung bình 507 mét trên mực nước biển.